# Wzgórze Napoleona
Wzgórze Napoleona (1814–1945 niem: Deutscher Berg) – sztuczny kopiec ziemny usypany na cześć cesarza Napoleona I w Szczecinie, znajdujący się na osiedlu Zawadzkiego-Klonowica na granicy z Pogodnem, przy skrzyżowaniu ulic Unii Lubelskiej i Klonowica. Ma wysokość ok. 8 m, a jego średnica u podstawy wynosi ok. 50 m.

## Historia
Kopiec został usypany w 1808 roku przez okupujących Szczecin żołnierzy francuskich, którzy postanowili uczcić w ten sposób trzydzieste dziewiąte urodziny Napoleona I. Kopiec usypany został w sąsiedztwie obozu, w którym stacjonowało 12 tysięcy żołnierzy. W urodziny cesarza Francuzów (15 sierpnia 1808) odbył się tu festyn z paradą wojskową, zakończony pokazem ogni bengalskich. Na szczycie kopca ustawiona została kolumna z popiersiem Napoleona I.
W 1814 roku Prusacy, którzy ponownie odzyskali kontrolę nad Szczecinem, zmienili nazwę wzniesienia na Deutscher Berg (Niemiecka Góra), usunęli popiersie Napoleona I, a następnie ustawili na jego miejscu żeliwną kolumnę zwieńczoną Krzyżem Żelaznym. Przy kolumnie ustawiono tablicę pamiątkową poświęconą niemieckim żołnierzom poległym w latach 1813–15. Całość ogrodzona została żeliwnym łańcuchem rozpiętym między czterema wbitymi pionowo w ziemię lufami armatnimi.

## Stan obecny
Po II wojnie światowej przywrócono pierwotną nazwę wzgórza – nie jest ona jednak powszechnie znana wśród mieszkańców Szczecina. Na szczycie kopca zachowała się jedynie żeliwna kolumna z czasów pruskich, natomiast zwieńczenie kolumny oraz ogrodzenie nie zachowały się. Szczyt wzgórza jest zadrzewiony.

## Galeria

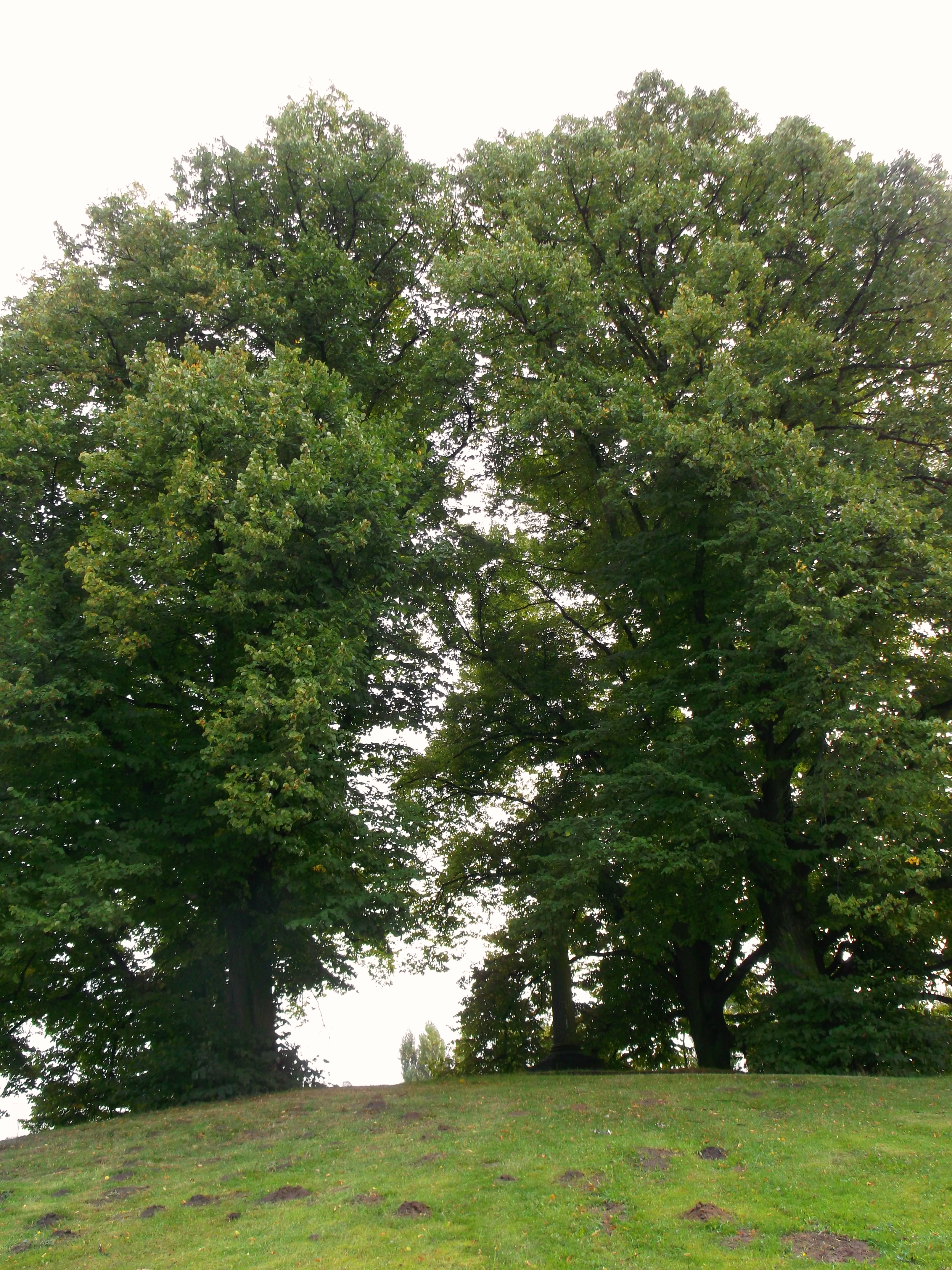
Widok od strony wschodniej
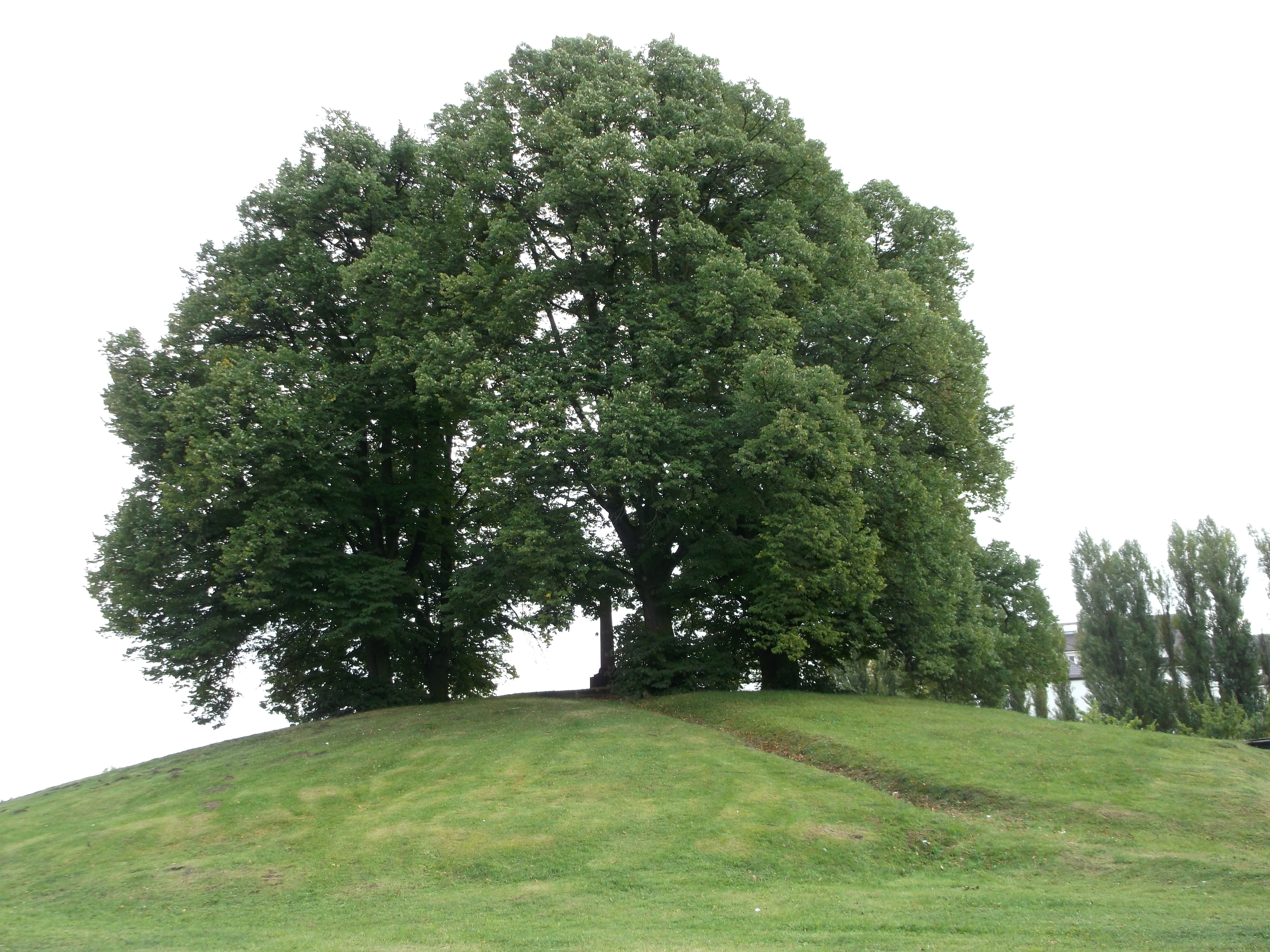
Widok od strony północnej
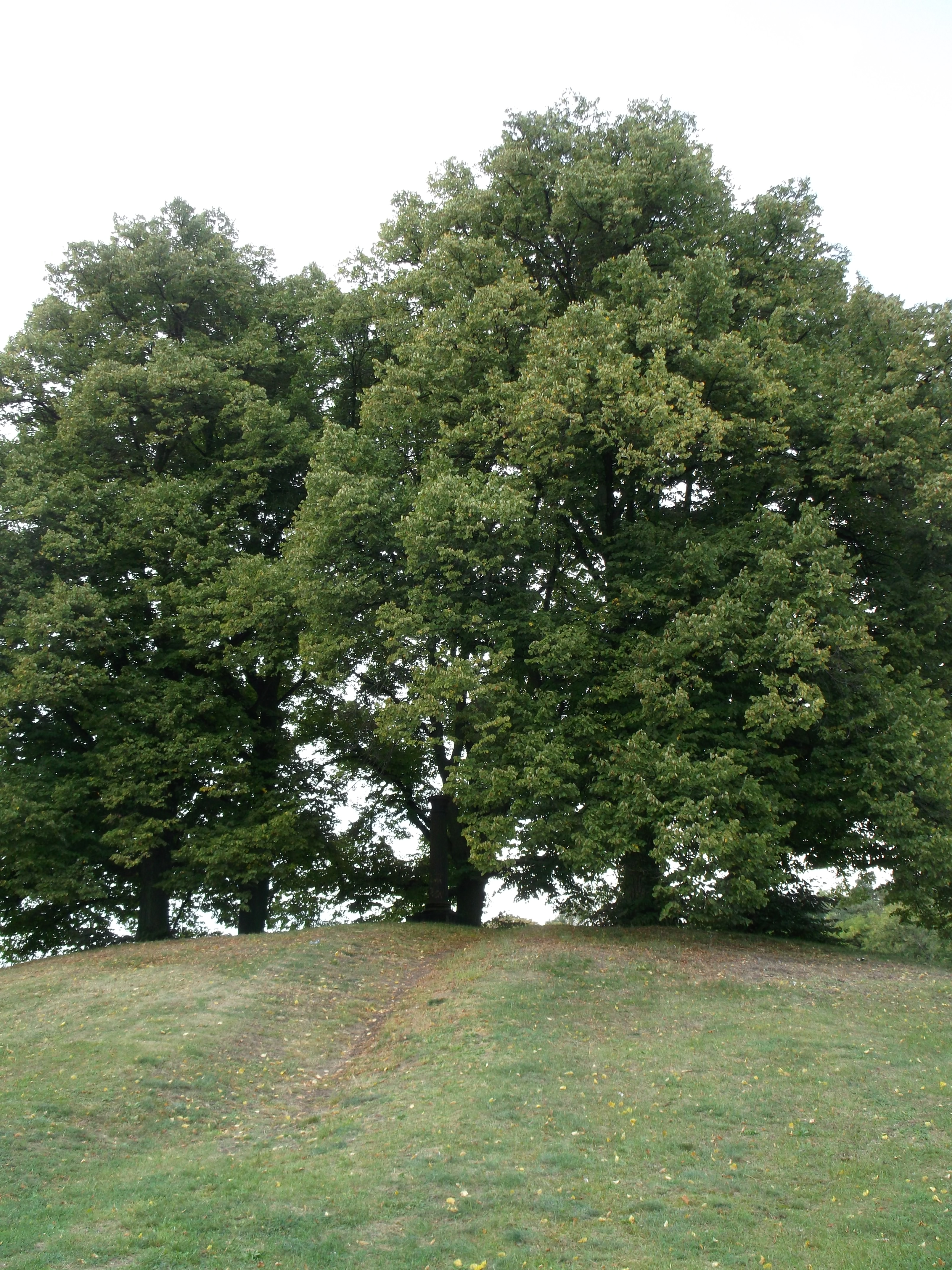
Widok od strony południowo–wschodniej
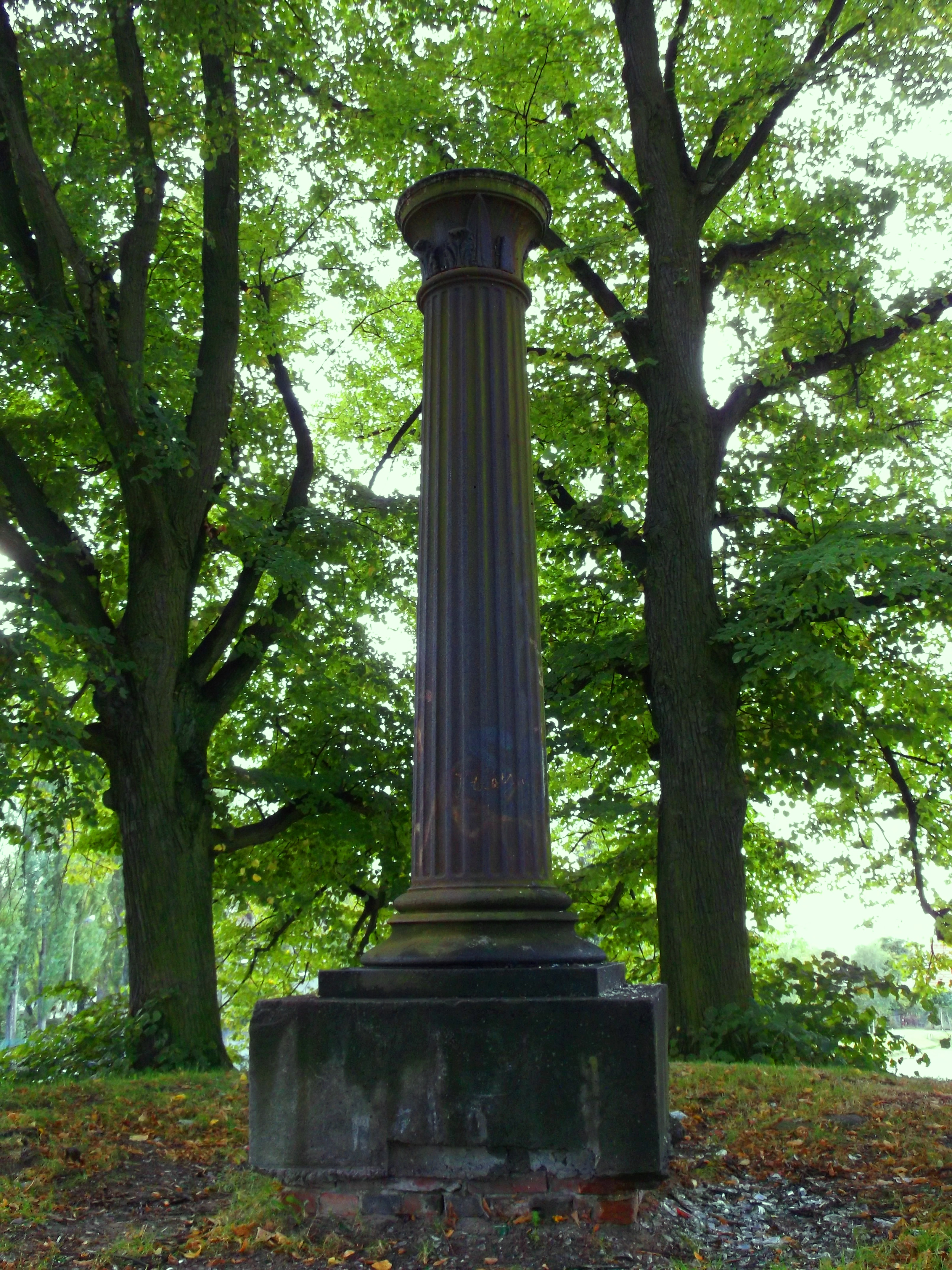
Pruska kolumna żeliwna na szczycie wzgórza